# Chloridolum cinderellum
Chloridolum cinderellum là một loài bọ cánh cứng trong họ Cerambycidae.